# Collings Lakes
Collings Lakes es un lugar designado por el censo del condado de Atlantic, Nueva Jersey, Estados Unidos. Según el censo de 2020, tiene una población de 1501 habitantes.
En los Estados Unidos, un lugar designado por el censo (traducción literal de la frase en inglés census-designated place, CDP) es una concentración de población identificada por la Oficina del Censo exclusivamente para fines estadísticos.

## Geografía
Está ubicado en las coordenadas 39°35′43″N 74°53′18″O / 39.59528, -74.88833 (39.595202, -74.888418).

## Demografía
Según el censo de 2000, en ese momento los ingresos medios de los hogares eran de $51,042 y los ingresos medios de las familias eran de $51,083. Los hombres tenían ingresos medios por $36,346 frente a los $25,924 que percibían las mujeres. Los ingresos per cápita eran de $17,903. Alrededor del 8.6% de la población estaba por debajo del umbral de pobreza.
De acuerdo con la estimación 2017-2021 de la Oficina del Censo, los ingresos medios de los hogares son de $61,346 y los ingresos medios de las familias son de $67,569. Alrededor del 10.4% de la población está por debajo del umbral de pobreza.